# Tập Trinh
Tập Trinh (tiếng Trung: 習禎; bính âm: Xi Zhen; ? - ?), tự Văn Tường (文祥), là quan viên nhà Quý Hán thời Tam Quốc trong lịch sử Trung Quốc.

## Cuộc đời
Tập Trinh quê ở huyện Tương Dương, quận Nam, Kinh châu. Tập Trinh là tuấn kiệt của đất Kinh Sở, có phong lưu, giỏi đàm luận, thành danh ở dưới "Phượng Sồ" Bàng Thống, mà ngang với cả "Bạch Mi" Mã Lương.
Năm 201, Lưu Bị từ Nhữ Nam đến Kinh châu nhờ cậy Lưu Biểu. Tập Trinh theo Lưu Bị ngay từ khi đó.
Năm 211, Tập Trinh theo Lưu Bị vào Thục, tham gia bình định Tây Xuyên.
Năm 214, Lưu Bị tiếp quản Tây Xuyên, phong Tập Trinh làm huyện lệnh huyện Lạc, sau chuyển làm huyện lệnh huyện Bì, đều là trọng huyện. Cuối cùng thăng chức thái thú quận Quảng Hán.
Sau đó không còn ghi chép gì về Tập Trinh, khả năng qua đời trước khi Lưu Bị đăng cơ (221).

## Gia đình
- Em gái Tập Trinh là vợ của Bàng Lâm, em trai Bàng Thống. Khi Tương Dương bị Tào Tháo chiếm đóng (208), Bàng Lâm cùng vợ con bị chia cắt do hai người bị quân Tào bắt đi. Năm 222, Bàng Lâm theo Hoàng Quyền hàng Ngụy, nhờ thế mà gia đình được đoàn tụ.[3]
- Tập Trung (tiếng Trung: 習忠), con trai của Tập Trinh, có danh vọng, quan đến Thượng thư lang.[2]
- Tập Long (tiếng Trung: 習隆), con trai của Tập Trung, quan tới Bộ binh hiệu úy, Chưởng hiệu bí thư.[2] Năm 263, Tập Long, Hướng Sung thấy dân chúng đất Thục hàng năm đều ra ruộng đồng hiến tế thừa tướng Gia Cát Lượng dâng biểu xin Hậu chủ lập miếu thờ Gia Cát ở Miện Dương, để tránh việc người dân tự ý hiến tế, được chấp thuận.[4]